# Daichi Kamada
Daichi Kamada (鎌田大地, Kamada Daichi; Iyo, 5 de agosto de 1996) é um futebolista japonês que atua como meia-atacante e atacante. Atualmente, joga no Crystal Palace e pela Seleção Japonesa. Iniciando sua carreira no Kids FC, após bom um desempenho numa competição organizada em Ehime, atraiu a atenção do Gamba Osaka, um dos maiores clubes do Japão. Contudo, devido à sucessivas lesões, acabou sendo dispensado e recomeçando na escola Higashiyama High School.
Demonstrou um bom desempenho sendo o capitão e artilheiro da escola nas temporadas, mesmo sendo um meio-campo. Seu desempenho foi notado por clubes maiores, tendo o Sagan Tosu lhe contratado. No individual continuava a destacar-se, tendo sido por 2 vezes incluído na votação de melhor jogador Sub-23 da Copa do Imperador, tendo ainda um gol sendo eleito como o mais bonito da Liga. Seu destaque levou-o à Alemanha, sendo contratado pelo Eintracht Frankfurt. Não se firmou em sua primeira temporada, sendo na temporada de 2018–19 emprestado ao Sint-Truiden, clube da Segunda Divisão Belga. Ao fazer boa campanha no modesto clube, artilheiro com 12 gols e líder de assistências, retornou ao Frankfurt e se consolidou como titular da equipe.
Sua temporada de 2020–21 foi boa, sendo o 3.º colocado como líder de assistências da Bundesliga, com 12 passes (atrás apenas de Müller com 18 e Kostić, seu companheiro de clube, com 14). Também foi eleito pela revista alemã especializada Kicker como o 6.º melhor meio-campo do campeonato na temporada. Foi o 2.º jogador japonês a fazer um hat-trick na história das competições continentais europeias, tendo Takumi Minamino sido o primeiro a conseguir tal feito. Entrou para história do Frankfurt ao participar do elenco que sagrou-se campeão da Liga Europa de 2021–22 ao bater o Rangers nos pênaltis. Na temporada seguinte, foi anunciada a sua saída do clube alemão em junho de 2023 após mais de seis temporadas e com 179 partidas disputadas, sendo um dos principais jogadores da história do clube.

## Carreira

### Início
Nascido na cidade de Iyo, na prefeitura de Ehime, Kamada começou a jogar futebol quando tinha três anos de idade. Depois de visitar vários times com seu pai para matricular-se, começou a jogar futebol aos 12 anos no Kids FC (agora FC Zebra Kids), um clube de sua cidade, e ajudou-o a ganhar um campeonato de futebol juvenil da TV Ehime, a Cup Ehime Prefectural Youth Soccer Sub-12, quando estava na 6.ª série do ensino fundamental. Quando ainda estava no colégio, entrou para o Gamba Osaka e foi selecionado para a Liga Sub-13.
No entanto, devido a muitas lesões, acabou sendo dispensado do Gamba Osaka e voltou à escola, ingressando na Higashiyama High School em 2012. Kamada rapidamente começou a se destacar no futebol escolar, atuando na posição de meio-campista e marcando muitos gols. Fez 18 jogos e marcou 20 gols pela escola na temporada de 2013.
Em seu 3.º ano na Higashiyama High School, foi nomeado capitão da escola, mas sua equipe terminou na parte inferior da tabela de classificação, com apenas duas vitórias e treze derrotas. Apesar disso, continuou a impressionar individualmente, tendo marcado dez gols e ficando em 4.º lugar na artilharia da temporada de 2014. No final da temporada de 2014, seu desempenho na Higashiyama High School atraiu o interesse de ao menos cinco clubes da J. League após sua graduação. Em 17 de novembro de 2014, foi anunciado pelo time japonês Sagan Tosu, no início da temporada de 2015. Antes da temporada de 2015, ele recebeu a camisa número 24.

### Sagan Tosu

#### 2015
No início da temporada, foi emprestado à equipe Sub-22 do clube para jogar a extinta J.League Sub-22, onde fez duas aparições pela equipe. Fez sua estreia pelo profissional em 8 de abril, entrando aos 75 minutos do 2.º tempo da derrota por 1–0 para o Albirex Niigata, em jogo válido pela Copa da Liga Japonesa. Um mês depois, em 10 de maio, Kamada marcou seu 1.º gol na carreira logo em sua estreia na J‐League, tendo entrado aos 72 minutos da partida e feito o gol de seu clube no empate de 1–1 contra o Matsumoto Yamaga. Em seguida, no dia 15 de maio, deu a assistência para o gol da vitória marcado por Yohei Toyoda, ajudando o Tosu a vencer o Nagoya Grampus por 1–0. Por seus bons 5 primeiros jogos na Copa da Liga de 2015, recebeu uma indicação ao prêmio New Hero Award, dado ao melhor jogador Sub-23 da Copa Yamazaki Nabisco.
Deu duas assistências na vitória por 3 a 2 sobre o Kashiwa Reysol, em 11 de julho de 2015. 11 dias depois, em 22 de julho de 2015, marcou seu 2.º gol na temporada, sendo o único do Tosu no empate de 1–1 contra o Gamba Osaka. Quatro semanas depois, em 16 de agosto de 2015, marcou seu 3.º gol na temporada em uma vitória por 3–1 novamente contra o Matsumoto Yamaga. Tendo começado a temporada como reserva, Kamada começou a se tornar titular no time, jogando na posição de meio-campo. Apesar de ter sofrido uma lesão no final da temporada de 2015, ele fez 28 jogos e marcou 3 vezes em todas as competições.

#### 2016
Antes da temporada de 2016 começar, renovou seu contrato com o Tosu até o final dela. Continuou a buscar seu lugar na equipe titular, jogando no meio-campo pelas primeiras sete partidas. Kamada também contribuiu com duas assistências em dois jogos seguidos, em 2 e 6 de abril, contra o Kashiwa Reysol e Vegalta Sendai, respectivamente. Devido a suas boas atuações na Copa, mais uma vez foi indicado ao prêmio New Hero da Copa Yamazaki Nabisco. No entanto, durante uma partida contra o Yokohama F. Marinos em 20 de abril, acabou sofrendo uma lesão no cotovelo e teve de ser substituído. Em 22 de abril, foi anunciado que ficaria fora por duas semanas pela lesão sofrida.
Ficou sem jogar até o dia 13 de maio, quando voltou a atuar em uma partida contra o FC Tokyo e jogou 55 minutos antes de ser substituído, tendo o jogo terminado em 0 a 0. Um mês depois, em 18 de junho, marcou seus primeiros gols na temporada, fazendo os dois gols de sua equipe na vitória por 2 a 1 sobre o Gamba Osaka. No mês seguinte, em 9 de julho, deu uma assistência e marcou um gol no empate de 2–2 com Vissel Kobe.
Fez seu 5.º gol na temporada no empate de 1 a 1 com o Júbilo Iwata, em 20 de agosto e duas semanas depois, em 3 de setembro, fez um dos gols da vitória por 3–1 sobre o FC Ryukyu. Após se recuperar de mais uma lesão, recuperou seu lugar no time titular e passou a atuar regularmente pelo resto da temporada de 2016.
Marcou duas vezes mais uma vez, em uma vitória por 3–2 contra o Kashiwa Reysol em 2 de outubro de 2016. Um de seus gols neste jogo rendeu-lhe o prêmio de gol do mês da J-League em outubro.

#### 2017
Antes da temporada de 2017, trocou a sua camisa número 24 pela 7, além de assinar uma extensão de seu contrato com o Sagan Tosu. No início da temporada de 2017, Kamada continuou a buscar lugar na equipe titular, jogando como um segundo volante dessa vez.
Não atuou até 1 de abril de 2017, quando fez seu primeiro gol da temporada, sendo um empate 3–3 contra o FC Tokyo. No jogo seguinte, no dia 8 de abril, concedeu uma assistência para o 3.º e último gol do Tosu no jogo, sendo a vitória por 3–0 sobre o Albirex Niigata. Duas semanas depois, em 26 de abril, marcou duas vezes no empate 4–4 com o Cerezo Osaka, em jogo da J.League Cup. Mais tarde, ele marcou mais dois gols, marcando contra Yokohama F. Marinos eConsadole Sapporo. Seu desempenho contra o Sapporo lhe rendeu uma escalação na equipe da semana. Fez seu último jogo pelo Tosu contra o Urawa Red Diamonds em 25 de junho, fazendo ainda o primeiro gol do clube no jogo, tendo vencido por 2–1. Se despediu na primeira metade da temporada de 2017, tendo feito 16 partidas pelo Sagan Tosu, do J.League, marcando três gols.
Ao todo, atuou em 80 jogos pelo clube japonês, marcando 16 gols e concedendo 11 assistências.

### Eintratch Frankurt

#### 2017–18
Em 29 junho de 2017, assinou um contrato por quatro anos com o clube alemão Eintracht Frankfurt, tendo a taxa de transferência girado em torno de 2,5 milhões de euros. Se apresentou oficialmente no dia 30 de junho.

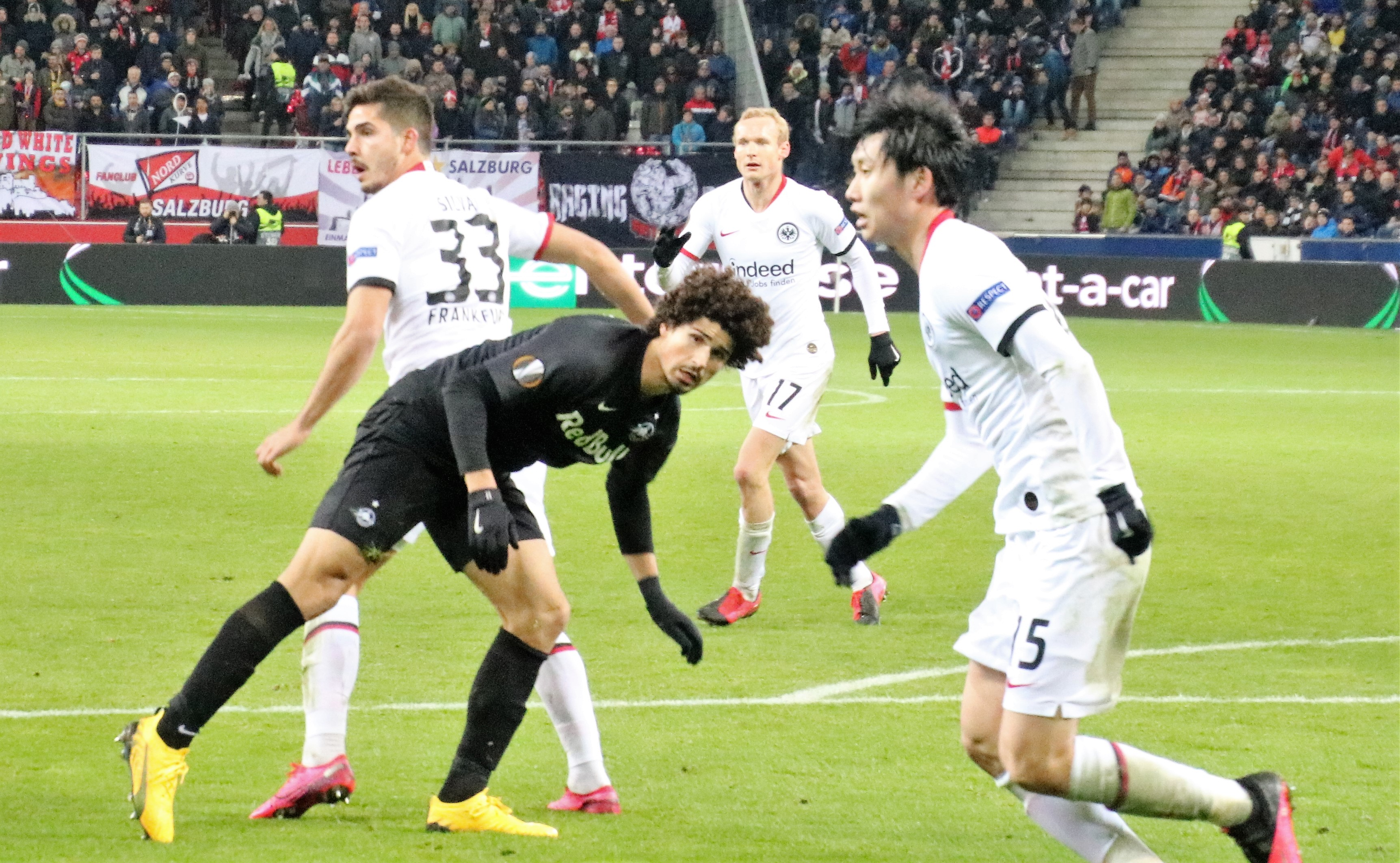
Kamada durante o jogo contra o Red Bull Salzburg.

Kamada fez sua estreia pelo Frankfurt na 1.ª rodada da Copa da Alemanha, começando como titular na partida e jogando por 73 minutos antes de ser substituído, tendo o jogo terminado com uma vitória por 3 a 0 contra o TuS Erndtebrück. Na partida seguinte, contra o Freiburg, ele fez sua estreia no Campeonato Alemão pelo clube, começando a partida e jogando 67 minutos antes de ser substituído, tendo o jogo terminado com um empate de 0 a 0. No entanto, encontrou dificuldades em suas primeiras oportunidades na equipe, devido as competições pela posição e sua própria preocupação com as lesões consecutivas que vinha sofrendo. O então treinador do clube na época, Niko Kovač, comentou sobre seu progresso, dizendo:
| “ | Outra razão para Daichi é que ele é extraordinariamente bom em termos de técnica de bola e é muito bom nas lacunas, que o adversário não consegue controlar de verdade nos movimentos. Infelizmente, ele saiu um pouco um pouco mal porque ele foi afastado de vez em quando. Você tem que dar-lhe tempo, ele vai conseguir isso também. | ” |

Fez apenas quatro jogos em sua primeira temporada, e para se adaptar a Europa, o Frankfurt resolveu emprestá-lo para pegar experiência.

### Empréstimo ao Sint-Truiden

#### 2018–19
A fim de receber mais oportunidades, Kamada acabou sendo emprestado ao clube belga Sint-Truiden, pelo resto da temporada de 2018–19, sendo anunciado em 1 de setembro de 2018.
Rapidamente começou a se destacar no clube, tendo marcado um gol logo em sua estreia, uma vitória por 2–1 sobre o Gent em 16 de setembro de 2018. Na partida seguinte, fez mais um gol, sendo a vitória por 2–0 contra o Royal Antwerp. Desde sua estreia pelo Sint-Truiden, se estabeleceu facilmente no time titular, jogando nas posições de meio-campista e também às vezes como atacante.
Marcou três gols consecutivos em três partidas entre 6 de outubro de 2018 e 27 de outubro de 2018 contra o Royal Excel Mouscron, KV Kortrijk e Club Brugge. Continuou com o excelente desempenho, marcando 4 gols em 3 jogos entre 4 de novembro e 25 de novembro: um na vitória por 2–1 sobre o Zulte Waregem, dois na goleada de 4–1 sobre o Eupen e mais um na boa vitória de 4–2 no Anderlecht, tendo ainda dado um passe para gol neste jogo.
Mais uma vez marcou dois gols em duas partidas, contra o Standard Liège em 5 de dezembro e no dia 8 contra KFC Mandel United. Nos play-offs da Liga Belga Grupo A, Kamada marcou três gols, incluindo os 2 do Truden no empate de 2–2 contra o Westerlo em 6 de abril de 2019. Ao final da temporada 2018–19 fez 36 jogos, marcando 16 gols e concedendo 9 assistências.

### Retorno ao Eintracht Frankfurt

#### 2019–20

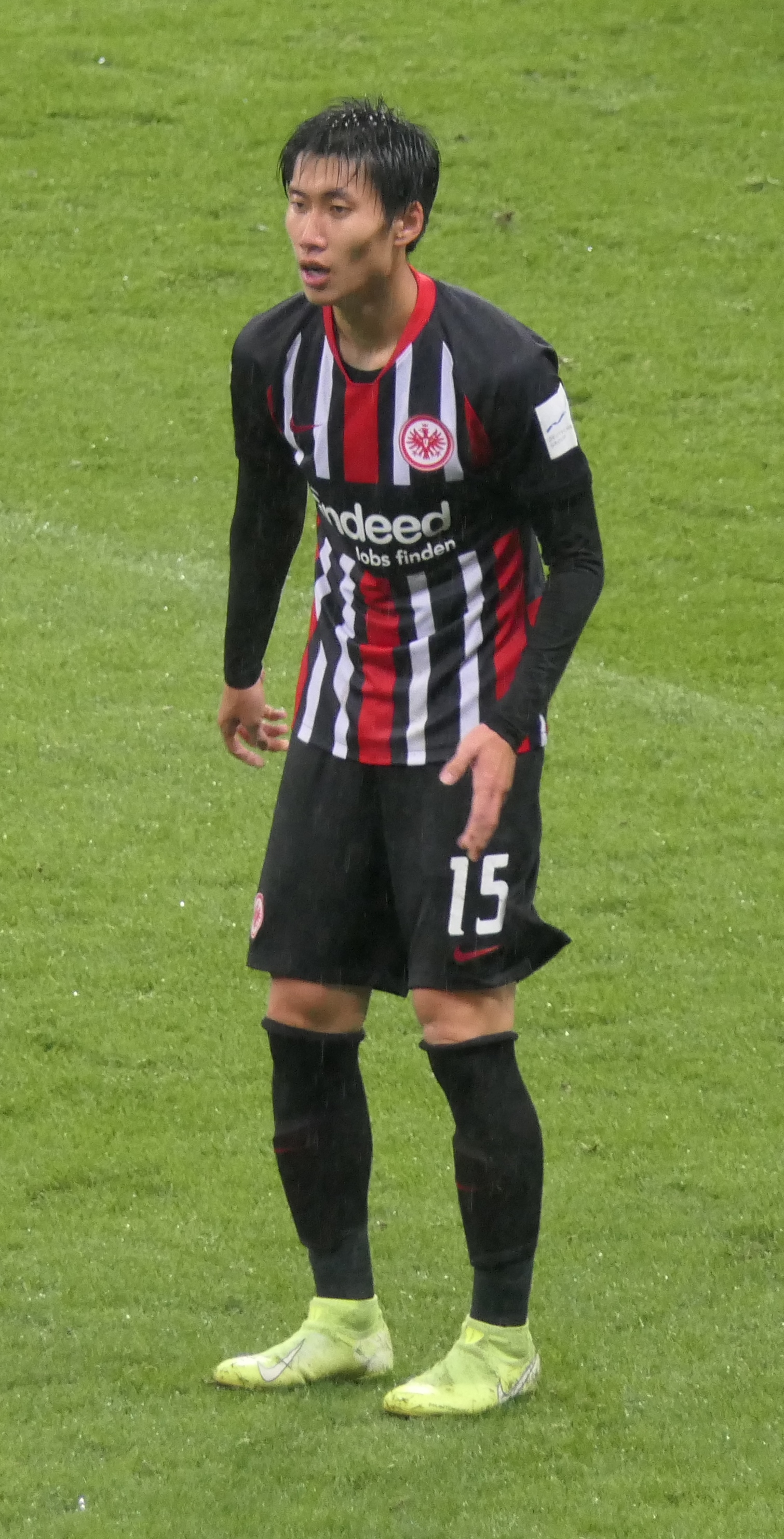
Kamada em 2019.

Retornou do período de empréstimo ao Sint-Truiden logo no início da temporada em junho de 2019, e rapidamente se tornou titular absoluto do Frankfurt, jogando como um segundo atacante. Marcou seu primeiro gol na temporada na vitória de 5 a 3 contra Waldhof Mannheim na 1.ª rodada da DFB-Pokal. Jogou em ambos os jogos dos playoffs da Liga Europa da UEFA contra o RC Strasbourg e ajudou sua equipe a vencer por 3 a 1 no agregado, conseguindo uma vaga para a fase de grupos. O gerente do clube, Adi Hütter, elogiou o desempenho de Kamada, afirmando que o jogador amadureceu e se apresentou de forma diferente.
Em 16 de setembro, renovou seu contrato com Frankfurt até junho de 2023. Marcou dois gols em duas partidas entre 24 e 27 de outubro, contra o Standard Liège e o Borussia Mönchengladbach, respectivamente.  Fez os dois gols do Frankfurt na vitória por 2–1 contra o Arsenal, em partida da Liga Europa em 28 de novembro. Após o final da partida, o treinador Hütter, mais uma vez elogiou seu bom desempenho. Seu 4.º gol da temporada foi em 12 de dezembro de 2019, em uma vitória por 3–2 contra o Vitória de Guimarães na Liga Europa. No entanto, no início de 2020, Kamada sofreu um rompimento no ligamento que o manteve fora durante todo o mês de janeiro. Ficou se recuperando até em 1 de fevereiro de 2020, quando voltou ao time titular e jogou 45 minutos antes de ser substituído, no empate 1–1 contra o Fortuna Düsseldorf.
Depois disso, não atuaria nas próximas partidas do Frankfurt, retornando ao time titular somente em 20 de fevereiro, contra o Red Bull Salzburg em jogo válido pela segunda mão da partida das oitavas-de-final da Liga Europa, marcando um hat-trick na vitória por 4–1. Com seus três gols, Kamada se tornou o 2.º japonês a fazer três gols em um só jogo de uma competição europeia (igualando Takumi Minamino, que havia feito 3 pelo Liverpool uma temporada antes).

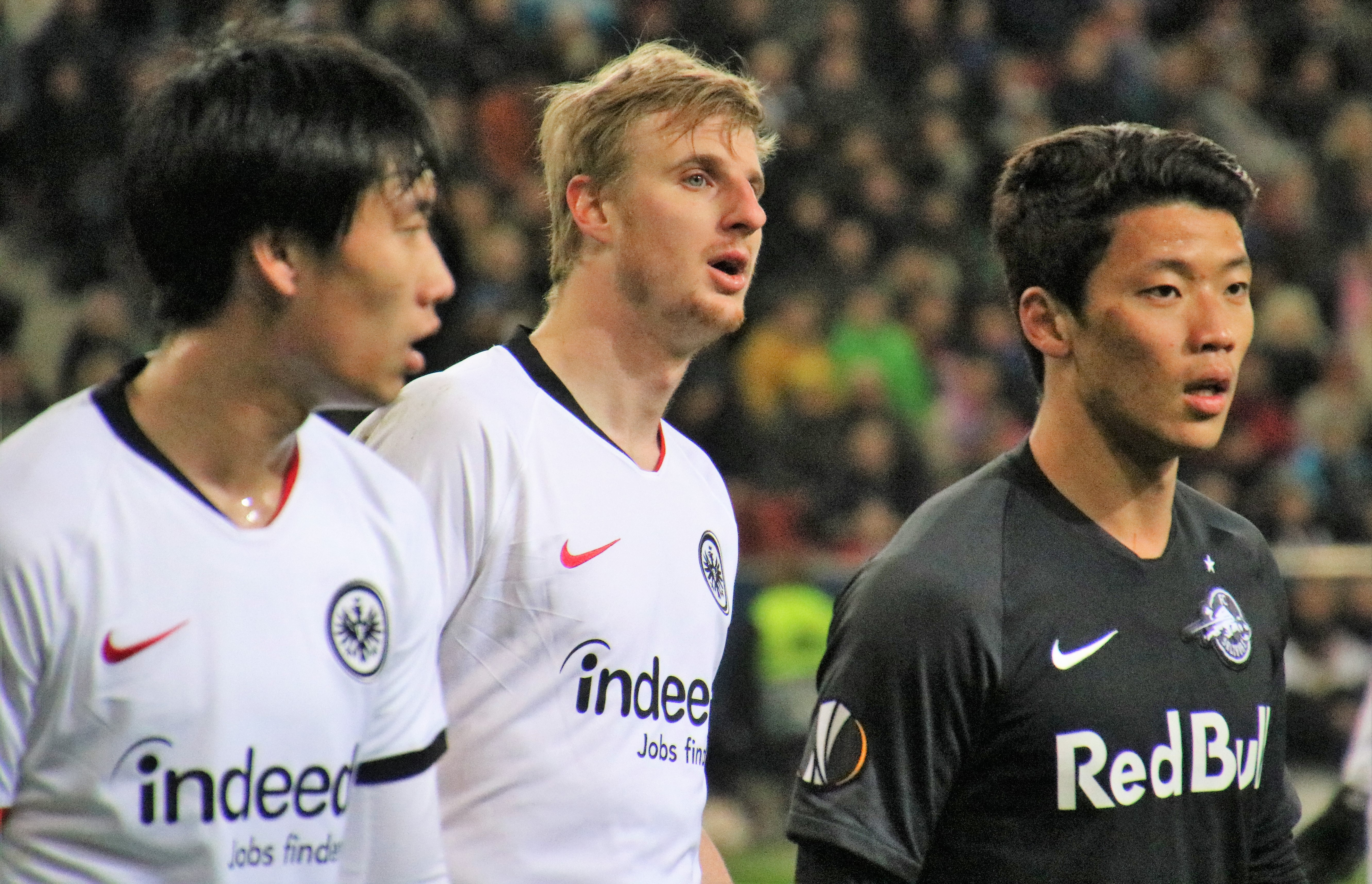
Kamada, Martin Hinteregger e Hwang Hee-chan, em partida válida pelo jogo de volta da 2.ª fase da Liga Europa da UEFA. O jogo terminou empatado em 2 a 2.

O Frankfurt acabou avançando para a próxima fase da competição após um empate 2 a 2 no jogo de volta, em 28 de fevereiro. Uma semana depois, em 4 de março de 2020, ele marcou seu 8.º gol na temporada, em uma vitória por 2–0 contra o Werder Bremen nas quartas de final da Copa da Alemanha. Dois meses depois, em 26 de maio de 2020, marcou seu 9.º gol da temporada e o primeiro gol de seu clube no jogo, em um empate 3 a 3 contra o SC Freiburg. Isso foi seguido por uma pontuação em uma vitória por 2–1 contra o VfL Wolfsburg. Mais tarde, ele contribuiu para o Frankfurt, estabelecendo dois gols em duas partidas entre 13 de junho de 2020 e 17 de junho de 2020, vencendo ambas as partidas contra o Hertha Berlim e o Schalke 04. Apesar da temporada ter sido suspensa por causa da Pandemia de COVID-19, fez 48 jogos, marcou 10 vezes e distribuiu em todas as competições, tornando-se o artilheiro do clube na temporada. Após isso, o Frankfurt começou a negociar com Kamada sobre uma renovação de seu contrato.

#### 2020–21
Em 25 de setembro, na 2.ª rodada da Bundesliga contra o Hertha Berlim, foi decisivo ao dar duas assistências para os últimos gols: a 1.ª para Bas Dost após uma falta cobrada e a 2.ª em uma jogada de contra-ataque rápido, dando um passe para Rode acertar um bonito chute, ajudando o Frankfurt a vencer o jogo por 3–1. No jogo seguinte, fez o 1.º gol da vitória por 2–1 sobre o Hoffenheim, válido pela 3.ª rodada da Bundesliga. Em 31 de outubro, deu uma assistência para André Silva fazer o gol do Frankfurt no empate de 1–1 com Werder Bremen, na 6.ª rodada da Bundesliga. Voltou a ser decisivo na 9.ª rodada, um frenético 3 a 3 com o Union Berlim, contribuindo com 2 passes a gol, para André Silva e Bas Dost fazerem o 1.º e o 3.º gol do Eintracht, respectivamente. No jogo seguinte da Bundesliga, fez o gol do Frankfurt no empate de 1–1 com o Borussia Dortmund.
Em 2 de fevereiro, contribuiu com uma assistência para Tapsoba fazer o gol da vitória do Frankfurt, 2–1 sobre Bayer Leverkusen, na 14.ª rodada da Bundesliga. Na 17.ª rodada, deu uma assistência para Schlotterbeck empatar a partida em 2–2 contra o Freiburg. Na rodada seguinte deu mais uma assistência, para Jovic fazer o último gol da goleada de 5 a 1 sobre o Arminia Bielefield. Em 14 de fevereiro, foi mais uma vez importante, dando uma assistência para André Silva abrir o marcador na vitória de 2–0 sobre Köln, na 21.ª rodada da Bundesliga.
No dia 20 de fevereiro, na rodada seguinte da Bundesliga contra o Bayer de Munique, Kamada teve uma excelente atuação: não só fez o 1.º gol do Frankfurt como também deu uma assistência para Younes fazer 2 a 0 ainda no 1.º tempo, tendo Lewandowski ainda diminuido para os bávaros no 2.º tempo, mas o Frankfurt saiu vencedor da partida, 2–1, além de terem sido os responsáveis pela 1.ª derrota do Bayern no ano de 2021. Em 14 de março, fez o gol do Frankfurt no empate de 1–1 com Leipzig, na 25.ª rodada do Campeonato Nacional. Na rodada seguinte, mais uma vez contribuiu para a vitória de seu time, sendo um placar elástico de 5–2 sobre Union Berlin, ao conceder um passe para Silva fazer o 4.º gol do Eintracht no jogo.
No dia 10 de abril, na 28.ª rodada contra o Wolfsburg, Kamada marcou um gol e deu uma assistência: fez o 1.º gol do Frankfurt na partida, empatando após o time começar perdendo e deu o passe para Silva fazer o 3.º, tendo as Águias vencido por 4–3. Dois jogos depois, contribuiu com uma assistência após fazer um cruzamento para Hinteregger marcar o 1.º gol do Eintracht, tendo as Águias marcado ainda mais um e saído vitoriosos por 2–0 sobre o Augsburg, na 30.ª rodada.
Na penúltima rodada da Bundesliga, deu uma assistência após cobrar escanteio na cabeça de N'Dicka, dando ao Frankfurt a vantagem de 2 a 1 aos 6 minutos do 2.º tempo, mas o já rebaixado Schalke 04 buscou forças e conseguiu ganhar o jogo por 4–3.  Terminou a temporada com 34 jogos, 5 gols e 12 assistências (o 3.º no quesito na Bundesliga), tendo sido um dos destaques do clube alemão na temporada e ficando em 6.º lugar no ranking feito pela revista alemã Kicker dos melhores meio-campistas da Bundesliga na temporada.

#### 2021–22
Em 7 de setembro, foi listado pelo site 90min como um dos "7 jogadores mais subvalorizados da Europa". Faria seu primeiro gol da temporada só em 21 de outubro, na vitória de 3–1 sobre o Olympiacos na 3.ª rodada da fase de grupos da Liga Europa. Fez também na rodada seguinte também contra o Olympiacos, vitória por 2–1, tendo feito o gol de empate do clube alemão. Em 7 de novembro, concedeu a assistência para Rode fazer o 1.º gol do Frankfurt na vitória de 2–1 sobre o Greuther Fürth na 11.ª rodada da Bundesliga. Fez um dos gols no empate de 2–2 com o Royal Antwerp na última rodada da fase de grupos da Liga Europa, ajudando o Frankfurt a se classificar para a próxima fase.
Em 15 de dezembro, fez seu primeiro gol na Bundesliga de 2021–22, sendo sendo a vitória por 3–2 sobre o Borussia Mönchengladbach na 16ª rodada. Voltou a marcar em 16 de janeiro, fazendo o gol das Águias no empate de 1–1 com o Augsburg na 19ª rodada da Bundesliga. Após sofrer uma lesão no tendão em janeiro, Kamada ficou algumas semanas sem treinar no Frankfurt, retornando e sendo relacionado em 12 de fevereiro para a partida contra o Wolsfburg, cujo Frankfurt foi derrotado por 2–0. Um balanço feito, mostrou que o desempenho de Kamada caiu em relação a temporada anterior. Na anterior sua participação em gols era um a cada 120 minutos (contando gols e assistências), enquanto nesta a militares subiu para 520 minutos (na altura, havia feito dois gols e dado uma assistência).
Em 4 de março, voltou a ter uma participação direta em um gol ao conceder uma assistência para Rafael Borré fazer o último gol da vitória de 4–1 sobre o Hertha Berlim na 25.ª rodada da Bundesliga. Fez também no jogo seguinte, fazendo o segundo gol na vitória de 2–1 sobre o Real Betis no jogo de ida da oitavas de final da Liga Europa. No jogo seguinte em 13 de março, fez o segundo gol da vitória de 2–1 sobre o Vfl Bochum na 24ª rodada da Bundesliga. Em 15 de abril, contribuiu com uma assistência para o último gol feito por Filip Kostić na vitória das Águias sobre o Barcelona por 3–2 no jogo de volta das quartas da Liga Europa, tendo clube se classificado para as semifinais por ter vencido no agregado pelo fato do primeiro jogo ter sido 1–1.
Em 23 de abril, fez o segundo gol do Frankfurt no empate de 2–2 com o Hoffenheim na 31ª rodada da Bundesliga, sendo esse seu quarto gol no torneio. No jogo seguinte em 28 de abril, fez o gol da vitória de 2–1 sobre o West Ham no jogo de ida da semifinal da Liga Europa. Em 8 de maio, deu uma assistência para Gonçalo Paciência fazer o gol das Águias no empate de 1–1 com o Borussia Mönchengladbach, na 33ª rodada da Bundesliga.
Em 18 de maio, sagrou-se campeão da Liga Europa ao vencer o Rangers na final por 4–3 nos pênaltis após empate de 1–1 no tempo, tendo Kamada cobrado um dos pênaltis e convertido sua cobrança. Terminou a temporada com 46 partidas, nove gols e quatro assistências.

#### 2022–23

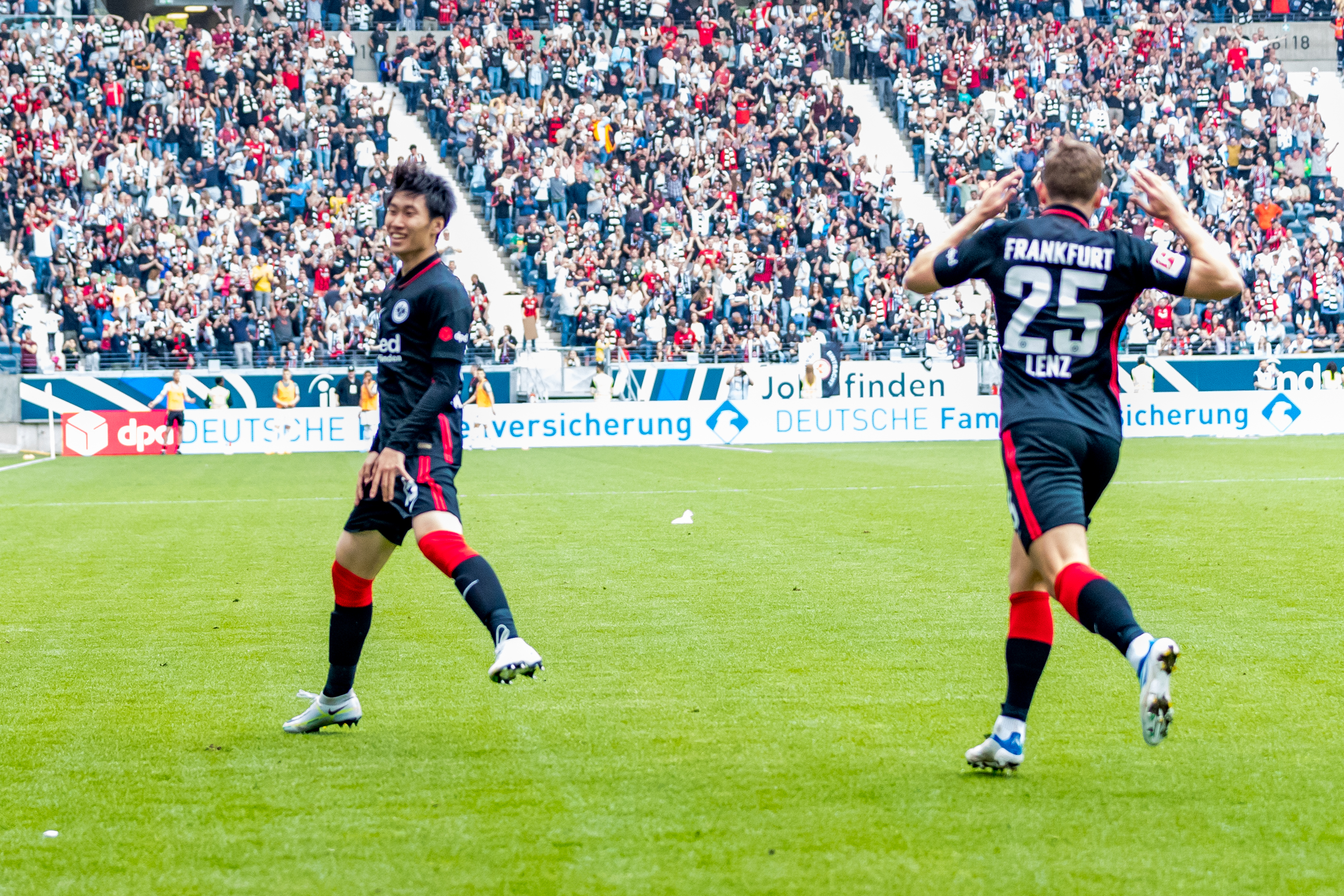
Kamada comemorando em partida contra o em 2022

Na primeira partida da temporada, fez dois gols na vitória de 4–0 sobre o Magdeburg em 1 de agosto, aos 4 e 59 minutos, válido pela primeira fase da Copa da Alemanha. Em 13 de agosto, fez o gol das águias no empate de 1–1 com Hertha Berlim na 2ª rodada da Bundesliga, tendo feito também na rodada seguinte no empate de mesmo placar com o Köln. Em 28 de agosto, deu uma assistência para Sow fazer o quatro gol da acirrada vitória de 4–3 sobre o Werder Bremen na 4ª rodada.
Na rodada seguinte marcou novamente, fazendo o primeiro da boa vitória sobre o RB Leipzig por 4–0 fora de casa em 3 de setembro. Na 7ª rodada, uma vitória por 3–1 sobre o Stuttgart, fez o segundo gol da partida em uma cobrança de falta e deu uma assistência para Jakíc fazer o último gol das Águias vermelhas.
Em 12 de outubro, voltou a marcar na derrota por 3–2 para o Tottenham na 4ª rodada da Liga dos Campeões. Quatro dias depois, fez dois na vitória por 5–1 sobre Leverkusen na 10ª rodada do Campeonato Nacional, chegando a seis gols no torneio. Em 26 de outubro, fez seu segundo na Liga dos Campeões na vitória por 2–1 sobre o Marseille na 5ª rodada da fase de grupos. Três dias depois, fez o gol de seu time na derrota por 2–1 para o Borussia Dortmund na 12ª rodada e chegou a sete gols na competição. E em 1 de novembro, marcou novamente na Champions na vitória de 2–1 sobre o Sporting, ajudando as Águias vermelhas a se classificarem para a próxima fase do torneio.
Em 7 de novembro, foi noticiado que além do Benfica, o Borussia Dortmund também estaria  interessado em seu futebol. Três dias depois, concedeu uma assistência para Sow fazer o primeiro gol da vitória por 4–2 sobre Hoffenheim na 14ª rodada do Campeonato Alemão.
Em 18 de janeiro, foi um dos escolhidos para figurar na seleção feita pela JPFA dos melhores jogadores japoneses do ano de 2022.
Em 12 de abril, foi anunciado que sairia do clube alemão ao final da temporada após seis anos no clube. Vinculado a clubes como Benfica, Milan e o rival Borussia Dortmund, Kamada disputou sua última partida pelas Águias Vermelhas foi em 3 de junho, a final da Copa da Alemanha, cujo Frankfurt acabou sendo derrotado por 2–0 para o RB Leipzig e ficou com vice-campeonato. Dois dias depois, foi anunciada sua saída oficial do Frankfurt. Ao todo, disputou 179 partidas com 40 gols e 33 partidas e dois títulos, a Copa Alemanha em 2018–19 e a Liga Europa em 2021–23, sendo considerado um dos principais destaques do Frankfurt de sua história recente e o segundo japonês com mais jogos pelo clube, atrás apenas de Makoto Hasebe.

### Lazio

#### 2023–24
Livre desde junho no mercado, Kamada foi anunciado como reforço da Lazio em 4 de agosto de 2023, assinando contrato até 2027. Kamada fez sua estreia em 20 de agosto, na derrota por 2–1 para o Lecce. Kamada atuou por 54 minutos e saiu para entrada de Matías Vecino. Kamada fez seu primeiro pela biancoceleste em 2 de setembro de 2023, na vitória por 2–1 sobre o Napoli na 3ª rodada da Série A.

## Seleção Japonesa

### Japão Sub-23
Kamada foi convocado pela primeira vez para uma categoria da seleção japonesa em 18 de agosto de 2016, para o Sub-23, em um treinamento na cidade de Quioto entre os dias 23 e 26 de agosto, disputando um jogo-treino contra o Kyoto Sanga dentre esse período. Esta preparação foi visando os Jogos Olímpicos de 2016, no Rio de Janeiro.
Em março de 2016, foi convocado para o time sub-23 do Japão pela primeira vez. Fez sua estreia em 25 de março de 2016, entrando aos 65 minutos da vitória por 2–1 sobre o México Sub-23, em um jogo treino.
Foi um dos convocados pelo técnico Makoto Teguramori para disputar o Torneio Internacional de Toulon de 2016, na França. Jogou como titular pela 1.ª vez em 25 de maio de 2016, na vitória de 2–1 contra a Guiné Sub-23, jogando 64 minutos. Apesar de disputar o torneio preparatório, acabou ficando de fora da equipe que representaria o Japão nos Jogos Olímpicos de 2016, no Rio de Janeiro. Kamada fez ao todo 4 partidas pelo Sub-23, sendo duas como titular e duas entrando no decorrer.

### Japão

#### 2019
Tendo anteriormente não sido convocado para a seleção japonesa que disputou a Copa da Ásia de 2019, Kamada foi convocado pela 1.ª vez para a Seleção Japonesa em 15 de março de 2019.
Fez sua estreia pela seleção principal em 22 de março de 2019, na derrota por 1–0 em um amistoso contra a Colômbia, entrando aos 79 minutos do 2.º tempo, substituindo Takumi Minamino. Marcou seu 1.º primeiro gol pela seleção na vitória por 6–0 contra a Mongólia, no dia 10 de outubro de 2019.

#### 2020
Em 1 de outubro, Kamada foi um dos 25 jogadores convocados pelo técnico Hajime Moriyasu para os 2 primeiros amistosos da Seleção Japonesa após a pausa devido à Pandemia de COVID-19, contra Camarões e Costa do Marfim, nos dias 9 e 13 de outubro respectivamente, com os jogos sendo realizados nos Países Baixos, estando na convocação somente jogadores japoneses que atuam na Europa.

#### 2021
Em 25 de março de 2021, fez um dos gols na vitória por 3–0 sobre sua arquirrival Coréia do Sul, quebrando um jejum de 8 anos sem vencer a seleção coreana. Na partida seguinte, em 30 de março, participou da 2.ª maior goleada da história do Japão, um avassalador 14–0 sobre a Mongólia, marcando o 3.º gol após passe de Ito e concedendo uma assistência para Osako fazer o 6.º. Em 28 de maio, na goleada de 10–0 sobre Myanmar, Kamada deu uma assistência para o 1.º gol do Japão feito por Takumi Minamino e fez o 8.º após passe de Sei Muroya.
Foi convocado em 26 de agosto pelo técnico Hajime Moriyasu para disputar dois jogos das Eliminatórias para a Copa do Mundo de 2022, contra o Omã e China, nos dias 2 e 7 de setembro, respectivamente. Em 28 de setembro, foi um dos 26 convocados para disputar mais dois jogos das Eliminatórias da Copa do Mundo de 2022: conta a Arábia Saudita e Austrália, nos dias 9 e 12 de outubro, respectivamente. Em 4 de novembro, foi convocado para disputar dois jogos da terceira fase da Copa do Mundo de 2022, contra o Vietna e o Omã, nos dias 11 e 16 de novembro, respectivamente.

#### 2022
Kamada voltou a ser convocado em 20 de maio, sendo um dos 28 selecionados à Seleção para a disputar dois amistosos, contra Brasil e Paraguai, e a Copa Kirin, em partidas contra Chile, Gana e Tunísia entre 2 e 14 de junho. No jogo contra a Seleção Paraguaia, fez o segundo gol da equipe japonesa. Em 15 de setembro, Kamada foi convocado para dois amistosos nos dias 23 e 27 de setembro, contra os Estados Unidos e Equador, respectivamente. Fez um dos gols na vitória de 2–0 sobre a Seleção Estadounidense.

#### Copa do Mundo

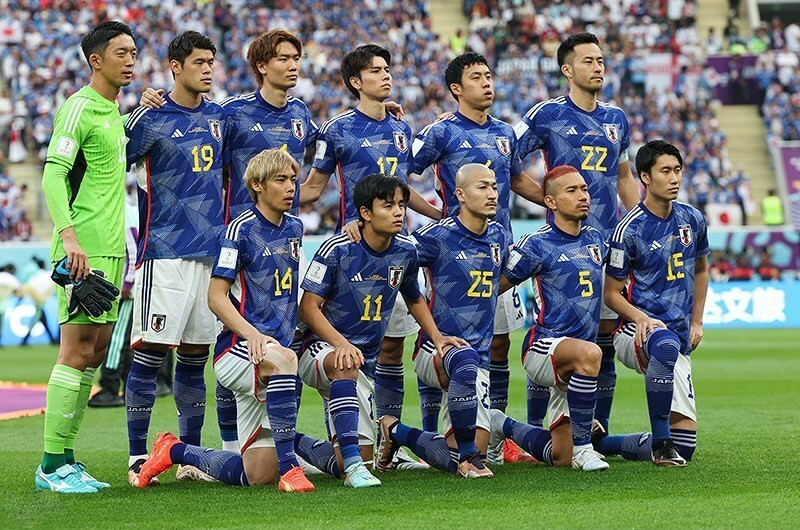
Kamada com a Seleção Japonesa durante a Copa do Mundo de 2022, no Catar

Em 1 de novembro, foi um dos 26 convocados para representar o Japão na Copa do Mundo de 2022. Enquanto na partida de estreia do Mundial, teve boa participação na vitória contra a favorita Alemanha por 2–1, na derrota para a Costa Rica no jogo seguinte teve desempenho abaixo como todo o Japão. Na terceira rodada, o Japão chegou com chances reais de avançar às oitavas, necessitando de uma vitória contra a Espanha (que só necessitavam de um empate), fato que aconteceu (2–1) e o Japão qualificou-se em primeiro no grupo, com os espanhóis ficando em segundo e também avançando. Nas oitavas contra a Croácia, os Samurais Azuis igualaram as melhores campanhas de 2002, 2010 e 2018, tendo sido derrotada nos pênaltis por 3–2.

#### 2023
Em 25 de maio, foi um dos convocados para as últimas rodas da Copa Kirin, contra El Salvador e Peru, em 15 e 20 de junho, respectivamente. Na goleada contra o Peru por 4–1, Kamada deu duas assistências para os dois primeiros gols, feitos Hiroki Ito e Kaoru Mitoma.

## Estilo de jogo
Kamada é escrito como capaz de atuar em várias posições no ataque e habilidoso ao ponto de ser ambidestro. Suas áreas de atuação preferencial são pelo lado esquerdo ou como meia central, encontrando espaço entre as linhas para receber a bola e poder iniciar os contra-ataques, certificando-se sempre se está livre para receber a bola.
Outra virtude descrita são seus chutes de posições difíceis com qualidade e extrema precisão, atributos que o tornam perigoso mesmo que a situação esteja apertada. Por último, é considerado um jogador talentoso e versátil que se enquadra em várias configurações tácticas, sendo capaz de obter participações de diretas em gols e assistências, ou indiretas, como criar espaços com as suas corridas e movimentações para abrir espaços para seus colegas de time.

## Vida pessoal
O pai de Kamada, Mikio, já foi jogador de futebol e trabalhou para os veteranos e juniores na Universidade de Educação Física de Osaka. Por causa da orientação de seu pai, ele foi capaz de trabalhar duro e aprendeu a usar seu corpo, permitindo-lhe ir e voltar entre o terço de ataque e o terço médio, e o número de variações de passes aumentou. Seu irmão mais novo, Hiromu Kamada, que também é um jogador de futebol. Em seu tempo livre, seus hobbies preferidos durante seu período de lazer na Alemanha são aprender alemão e ler mangás.
A certa altura, Kamada estava pensando em ir para a universidade, dizendo:
| “ | Ir para a faculdade pode ser um caminho necessário para mim, mas ainda tenho a sensação de que não posso desistir. Se eu entrar para um profissional após me formar na faculdade, eu já tenho 22 anos. Porém, pensei que seria muito tarde para me tornar profissional aos 22 anos. Para mim, o ideal é ir para a J League desde o ensino médio e começar desde o primeiro ano, e Acho que devo fazer isso. E estou pensando no futuro da Liga J. Sempre tive o sonho de sair para o mundo e jogar. Não gosto disso, mas tenho confiança suficiente para fazer. | ” |

Ao crescer, preferiu se tornar jogador de futebol. No dia 25 de maio de 2017, anunciou seu casamento com sua mulher Arisa. Desde que se mudou para o Eintracht Frankfurt, residiu na cidade junto com sua família.

## Estatísticas
Atualizadas até dia 12 de novembro de 2023.[carece de fontes?]

### Clubes
| Clube               | Temporada         | Campeonato Nacional | Campeonato Nacional | Campeonato Nacional | Copa Nacional[a] | Copa Nacional[a] | Copa Nacional[a] | Competição Continental[b] | Competição Continental[b] | Competição Continental[b] | Outros torneios[c] | Outros torneios[c] | Outros torneios[c] | Total | Total | Total   |
| Clube               | Temporada         | Jogos               | Gols                | Assist.             | Jogos            | Gols             | Assist.          | Jogos                     | Gols                      | Assist.                   | Jogos              | Gols               | Assist.            | Jogos | Gols  | Assist. |
| ------------------- | ----------------- | ------------------- | ------------------- | ------------------- | ---------------- | ---------------- | ---------------- | ------------------------- | ------------------------- | ------------------------- | ------------------ | ------------------ | ------------------ | ----- | ----- | ------- |
| Sagan Tosu          | 2015              | 21                  | 3                   | 3                   | 7                | 0                | 0                | —                         | —                         | —                         | —                  | —                  | —                  | 28    | 3     | 3       |
| Sagan Tosu          | 2016              | 28                  | 7                   | 4                   | 6                | 1                | 2                | —                         | —                         | —                         | —                  | —                  | —                  | 34    | 8     | 6       |
| Sagan Tosu          | 2017              | 16                  | 3                   | 2                   | 2                | 2                | 0                | —                         | —                         | —                         | —                  | —                  | —                  | 18    | 5     | 2       |
| Sagan Tosu          | Total             | 65                  | 13                  | 9                   | 15               | 3                | 2                | 0                         | 0                         | 0                         | 0                  | 0                  | 0                  | 80    | 16    | 11      |
| Eintracht Frankfurt | 2017–18           | 3                   | 0                   | 0                   | 1                | 0                | 0                | —                         | —                         | —                         | —                  | —                  | —                  | 4     | 0     | 0       |
| Eintracht Frankfurt | Total             | 3                   | 0                   | 0                   | 1                | 0                | 0                | 0                         | 0                         | 0                         | 0                  | 0                  | 0                  | 4     | 0     | 0       |
| Sint-Truiden        | 2018–19           | 34                  | 15                  | 7                   | 2                | 1                | 2                | —                         | —                         | —                         | —                  | —                  | —                  | 36    | 16    | 9       |
| Sint-Truiden        | Total             | 34                  | 15                  | 7                   | 2                | 1                | 2                | 0                         | 0                         | 0                         | 0                  | 0                  | 0                  | 36    | 16    | 9       |
| Eintracht Frankfurt | 2019–20           | 28                  | 2                   | 6                   | 4                | 2                | 0                | 16                        | 6                         | 3                         | —                  | —                  | —                  | 48    | 10    | 9       |
| Eintracht Frankfurt | 2020–21           | 32                  | 5                   | 13                  | 2                | 0                | 0                | —                         | —                         | —                         | —                  | —                  | —                  | 34    | 5     | 13      |
| Eintracht Frankfurt | 2021–22           | 32                  | 4                   | 3                   | 1                | 0                | 0                | 13                        | 5                         | 1                         | —                  | —                  | —                  | 46    | 9     | 4       |
| Eintracht Frankfurt | 2022–23           | 32                  | 9                   | 7                   | 6                | 4                | 0                | 8                         | 3                         | 0                         | 1                  | 0                  | 0                  | 47    | 16    | 7       |
| Eintracht Frankfurt | Total             | 124                 | 20                  | 29                  | 13               | 6                | 0                | 37                        | 14                        | 4                         | 1                  | 0                  | 0                  | 175   | 40    | 33      |
| Lazio               | 2023–24           | 10                  | 1                   | 1                   | 0                | 0                | 0                | 3                         | 0                         | 0                         | —                  | —                  | —                  | 13    | 1     | 1       |
| Lazio               | Total             | 10                  | 1                   | 1                   | 0                | 0                | 0                | 3                         | 0                         | 0                         | 0                  | 0                  | 0                  | 13    | 1     | 1       |
| Total na carreira   | Total na carreira | 235                 | 49                  | 46                  | 31               | 10               | 4                | 40                        | 14                        | 4                         | 1                  | 0                  | 0                  | 308   | 73    | 54      |

- a. ^  Jogos da Copa Japonesa, Copa da Liga Japonesa, Copa Alemã e Copa da Bélgica
- b. ^  Jogos da Liga Europa da UEFA e Liga dos Campeões da UEFA
- c. ^  Jogos da Supercopa da UEFA

### Seleção Japonesa
Atualizados até dia 5 de junho de 2023.
| Japão Sub-23 | Japão Sub-23 | Japão Sub-23 | Japão Sub-23 |
| Ano          | Jogos        | Gols         | Assist.      |
| ------------ | ------------ | ------------ | ------------ |
| 2016         | 4            | 0            | 0            |
| Total        | 4            | 0            | 0            |

| Japão | Japão | Japão | Japão   |
| Ano   | Jogos | Gols  | Assist. |
| ----- | ----- | ----- | ------- |
| 2019  | 4     | 1     | 0       |
| 2020  | 4     | 0     | 0       |
| 2021  | 8     | 3     | 2       |
| 2022  | 10    | 2     | 1       |
| 2023  | 5     | 1     | 2       |
| Total | 31    | 7     | 5       |

### Gols pela Seleção
Abaixo, os gols de Kamada pela seleção:
| N.º | Data                   | Local                                | Adversário     | Placar | Resultado | Competição                                        |
| --- | ---------------------- | ------------------------------------ | -------------- | ------ | --------- | ------------------------------------------------- |
| 1.  | 10 de outubro de 2019  | Estádio Saitama 2002, Saitama, Japão | Mongólia       | 6–0    | 6–0       | Eliminatórias da Copa do Mundo FIFA de 2022 – AFC |
| 2.  | 25 de março de 2021    | Nissan Stadium, Yokohama, Japão      | Coréia do Sul  | 2–0    | 3–0       | Amistoso                                          |
| 3.  | 30 de março de 2021    | Fukuda Denshi Arena, Chiba, Japão    | Mongólia       | 3–0    | 14–0      | Eliminatórias da Copa do Mundo FIFA de 2022 – AFC |
| 4.  | 28 de maio de 2021     | Fukuda Denshi Arena, Chiba, Japão    | Mianmar        | 8–0    | 10–0      | Eliminatórias da Copa do Mundo FIFA de 2022 – AFC |
| 5.  | 2 de junho de 2022     | Sapporo Dome, Sapporo, Japão         | Paraguai       | 2–1    | 4–1       | Amistoso                                          |
| 6.  | 23 de setembro de 2022 | Spirit Arena, Düsseldorf, Alemanha   | Estados Unidos | 1–0    | 2–0       | Amistoso                                          |

## Títulos

### Crystal Palace
- Copa da Inglaterra: 2024–25
- Supercopa da Inglaterra: 2025[191]

### Entracht Frankfurt
- Copa da Alemanha: 2017–18
- Liga Europa da UEFA: 2021–22

### Prêmios individuais
- Seleção da JPFA de 2022